# Marie-Manuelle de Portugal
Pour les articles homonymes, voir Marie de Portugal.
Marie Manuelle de Portugal, née le 15 octobre 1527 à Coimbra et morte le 12 juillet 1545 à Valladolid, est la fille aînée et deuxième enfant du roi du Portugal Jean III et de son épouse Catherine de Castille, sœur cadette de Charles Quint. Elle est l'héritière présomptive du trône de 1527 à 1531
Elle épouse son cousin paternel et maternel le prince Philippe d'Espagne, fils de Charles Quint, le 12 novembre 1543 à Salamanque. Elle meurt d'hémorragie quatre jours après la naissance de leur fils Don Carlos d'Espagne.